# Евтушенко, Алексей Евтихиевич

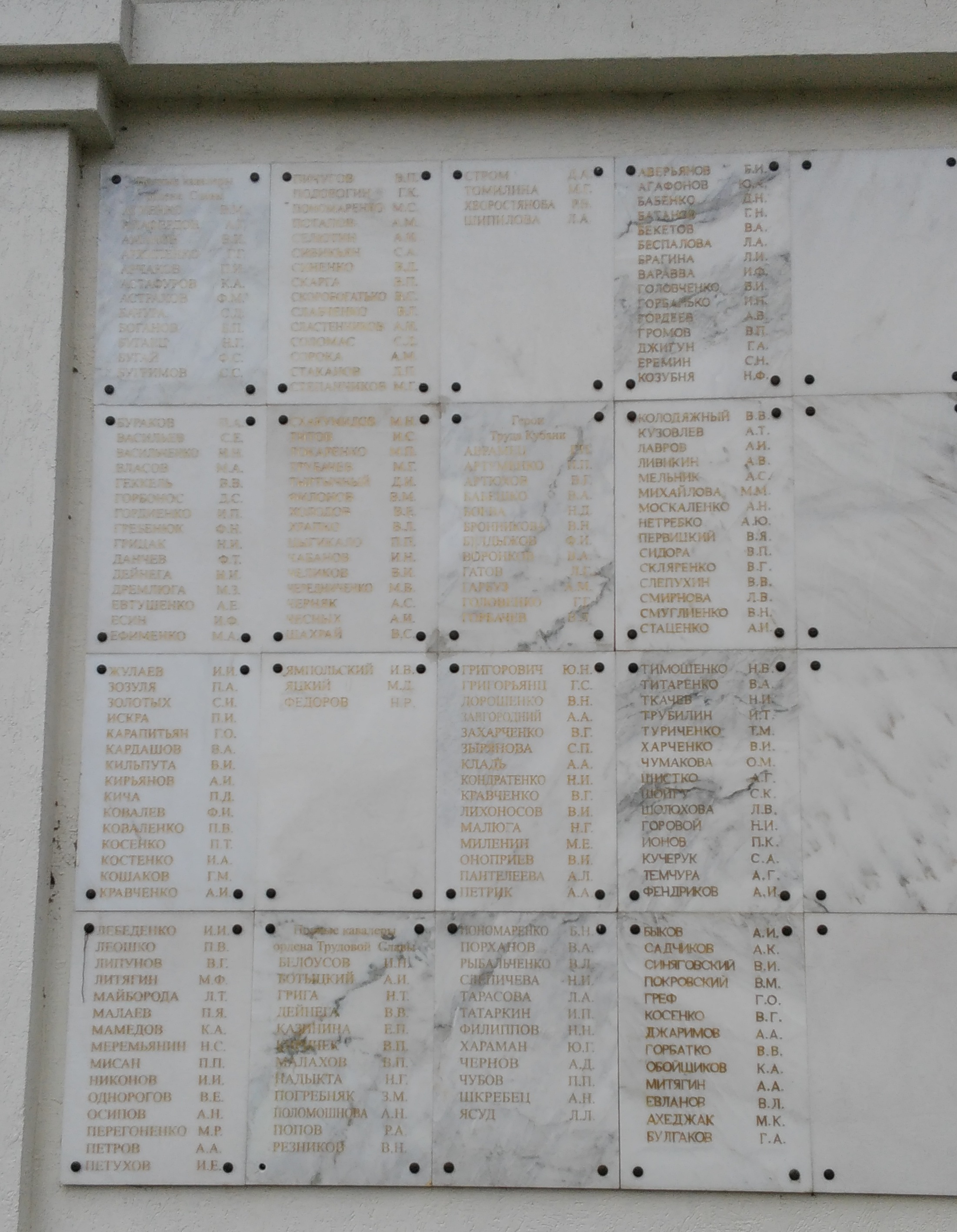
Мемориальная доска с именами полных кавалеров Ордена Славы в Краснодаре.

Алексе́й Евти́хиевич Евтуше́нко (1923—1990) — командир орудия батареи 76- миллиметровых пушек 80-го гвардейского Севастопольского Краснознаменного стрелкового полка (32-я гвардейская Таманская Краснознамённая ордена Суворова стрелковая дивизия, 11-й гвардейский Краснознаменный стрелковый корпус, 2-я гвардейская армия, 3-й Белорусский фронт), гвардии старший сержант, кавалер ордена Славы трёх степеней.

## Биография
Родился 3 августа 1923 года в станице Старонижестеблиевская,Темрюкского отдела, Кубанской области, ныне Красноармейского района Краснодарского края в семье казака. Русский. В 1939 году окончил 5 классов. Работал подсобным рабочим в объединении «Союзплодовощ», а с 1940 года - плотником в колхозе.

### На фронте
В РККА с сентября 1941 года. В действующей армии с октября 1941 года. Воевал на Южном и Северо-Кавказском фронтах, в составе отдельной Приморской армии, на 1-м Прибалтийском и 3-м Белорусском фронтах. Принимал участие в битве за Кавказ, Мелитопольской наступательной операции, Керченско-Эльтигенской десантной операции, Крымской, Шауляйской, Мемельской и Восточно-Прусской наступательных операциях.
В боях в районе хутора Заречный ныне Апшеронского района Краснодарского края с 28 августа по 10 сентября 1942 года орудийный номер гвардии красноармеец А. Е. Евтушенко добросовестно выполнял свои обязанности. Поддерживая боевые действия стрелковых подразделений, орудийный расчёт подавил 10 огневых точек противника. Приказом командира полка А. Е. Евтушенко был награждён медалью «За боевые заслуги».
В боях на Керченском полуострове (Крым) командир отделения разведки гвардии младший сержант А. Е. Евтушенко с 16 по 21 марта 1944 года вёл разведку огневых средств и других целей противника и корректировал огонь батареи. В результате им было обнаружено миномётную батарею, 6 пулемётных точек и 3 блиндажа, которые были уничтожены огнём нашей артиллерии. Приказом командира дивизии А. Е. Евтушенко был награждён орденом Красной Звезды.

### Подвиг
После освобождения Крыма во второй половине мая 1944 года 32-я гвардейская стрелковая дивизия была передислоцирована в полосу 1-го Прибалтийского фронта и приступила к подготовке к боевым действиям. В ходе отражения контрудара противника юго-западнее города Шяуляй (Литва) с 18 по 20 августа 1944 года расчёт орудия, в котором наводчиком был А. Е. Евтушенко, поддерживал обороняющиеся стрелковые подразделения, находясь в их боевых порядках. При отражении 16 атак противника артиллеристы уничтожили 2 танка и 3 бронетранспортёра, до взвода пехоты врага. Когда орудие было повреждено, воины встали в ряды стрелков и отражали атаку огнём из личного оружия. Лично А. Е. Евтушенко уничтожил 3 немецких солдат. Приказом командира 32-й гвардейской стрелковой дивизии от 29 сентября 1944 года гвардии сержант Евтушенко Алексей Евтихиевич награждён орденом Славы 3-й степени. В конце декабря 1944 года дивизия была передислоцирована в полосу 3-го Белорусского фронта. В ходе Восточно-Прусской наступательной операции в районе населённого пункта Вальтеркемен (ныне посёлок Ольховатка Гусевского городского округа Калининградской области) с 16 по 18 января 1945 года командир орудия А. Е. Евтушенко со своим расчётом подавил огонь артиллерийского орудия, разрушил ДЗОТ (деревоземляную огневую точку), уничтожил 3 пулемётные точки с расчётами и более 10 немецких солдат. А. Е. Евтушенко вынес с поля боя 4 раненых с их оружием. Приказом командующего 2-й гвардейской армией от 19 марта 1945 года гвардии сержант Евтушенко Алексей Евтихиевич награждён орденом Славы 2-й степени. При ликвидации группировки противника на Земландском (ныне Калининградский) полуострове в районе населённого пункта Регенен (ныне посёлок Дубровка Зеленоградского района Калининградской области) 13 апреля 1945 года расчёт А. Е. Евтушенко продвигался в рядах наступающих стрелков, поддерживая их огнём. Артиллеристы уничтожили 3 пулемёта с расчётами, автомашину, свыше взвода живой силы врага, взяли в плен до 40 немецких солдат. 
Указом Президиума Верховного Совета СССР от 29 июня 1945 года за образцовое выполнение боевых заданий командования на фронте борьбы с немецкими захватчиками и проявленные при этом доблесть и мужество гвардии старший сержант Евтушенко Алексей Евтихиевич награждён орденом Славы 1-й степени.

### После армии
В феврале 1946 года старшина А. Е. Евтушенко демобилизован. Вернулся в родную станицу. Работал плотником в колхозе. Умер в 1990 году.

## Награды
- орден Отечественной войны I степени (11.03.1985)[3]
- орден Красной Звезды (10.04.1944),
- Орден Славы I степени (29.06.1945)[2]
- Орден Славы II степени (19.03.1945)
- Орден Славы III степени(29.09.1944)
- Медаль За боевые заслуги(18.04.1943)[4]
- Медаль «За трудовую доблесть»
- Медаль «В ознаменование 100-летия со дня рождения Владимира Ильича Ленина» (6 апреля 1970)
- Медаль «За победу над Германией в Великой Отечественной войне 1941—1945 гг.» (9 мая 1945[5])
- Юбилейная медаль «Двадцать лет Победы в Великой Отечественной войне 1941—1945 гг.» (7 мая 1965[6])
- Юбилейная медаль «Тридцать лет Победы в Великой Отечественной войне 1941—1945 гг.»[7]
- Медаль «Сорок лет Победы в Великой Отечественной войне 1941-1945 гг.»[8]

- Медаль «Ветеран Вооружённых Сил СССР»
- Медаль «30 лет Советской Армии и Флота»[9]
- Юбилейная медаль «40 лет Вооружённых Сил СССР»[10]
- Юбилейная медаль «50 лет Вооружённых Сил СССР» (26 декабря 1967[11])
- Юбилейная медаль «60 лет Вооружённых Сил СССР» (28 января 1978[12])
- Юбилейная медаль «70 лет Вооружённых Сил СССР» (28 января 1988[13])
- Знак «Гвардия»
- Знак МО СССР «25 лет Победы в Великой Отечественной войне» (24 апреля 1970[1])